# Paraschiv Oprea

Paraschiv Oprea dirijând Orchestra de muzică populară Radio pe scena Sălii Radio

Paraschiv Oprea (n. 14 februarie 1937, Drăgășani, d. 21 martie 2004, București) a fost un dirijor, pianist și compozitor român. A condus Orchestra de muzică populară Radio din anul 1970 (permanent din anul 1984) și orchestra Ansamblului Rapsodia Română. A interpretat muzică populară, romanțe, café-concert și de estradă. A cântat la acordeon, pian și vioară. A colaborat cu diferite orchestre și ansambluri artistice. A participat la diferite emisiuni muzicale la radio și TV.